# Vitalijus Satkevičius
Vitalijus Satkevičius (* 25. März 1961 in Paežeris, Rajongemeinde Panevėžys) ist ein litauischer Politiker, ehemaliger Bürgermeister von Panevėžys.

## Leben
Nach dem Abitur 1979 an der  Mittelschule Vadokliai bei Ramygala absolvierte er 1988 das Diplomstudium der Mechanik als Maschinenbauingenieur am Kauno politechnikos institutas in Kaunas und 1996 das Studium an der höheren Katechetenschule am Priesterseminar Kaunas. Er war Direktor im Unternehmen UAB „Panevėžio būstas“. Von 2010 bis 2015 war er Bürgermeister der Stadtgemeinde Panevėžys.
Er war Mitglied von Lietuvos krikščionių demokratų partija und Lietuvos krikščionys demokratai. Seit 2008 ist er Mitglied von Tėvynės sąjunga - Lietuvos krikščionys demokratai.
Er ist verheiratet. Mit Frau Eugenija hat er die Kinder Justina, Martynas, Ieva.